# Xiphiopsyllidae
Xiphiopsyllidae  (лат.) — семейство блох. 8 видов. Восточная Африка
. Паразиты, главным образом, семейства мышиные. Торакс и брюшко покрыты однообразными утолщенными щетинками. 
Имеют зубчики на абдоминальных 1-4 сегментах. 8-й тергит самцов хорошо развит, а 9-й тергит самок полностью редуцирован. По основным признакам близки к семейству Ceratophyllidae
. Среди хозяев отмечены мышиные следующих родов и видов: Lophuromys sp., полосатая мышь (Lemniscomys striatus), восточноафриканская кротовая крыса (Tachyoryctes splendens), Otomys, Pelomys. Известна находка и на летучих мышах: Rhinolophus hilderbrandti (Подковоносы). 
- Xiphiopsylla Jordan & Rothschild, 1913
  - Xiphiopsylla apriona Jordan et Rothschild, 1913
  - Xiphiopsylla daemonicola Smit, 1960
  - Xiphiopsylla hippia  Jordan et Rothschild, 1913
  - Xiphiopsylla hyparetes  Jordan et Rothschild, 1913
  - Xiphiopsylla levis  Smit, 1960
  - Xiphiopsyllaa lippa  Jordan, 1933
    - Xiphiopsylla lippa lippa Jordan, 1933
    - Xiphiopsylla lippa smithi Hubbard, 1967

  - Xiphiopsylla tumida Smit, 1960
  - Xiphiopsylla poggii Beaucournu, 1991